# Miriam Noemí Ríos
Miriam Nohemí Ríos Ríos (1985-Zamora de Hidalgo, 11 de enero de 2024) fue una activista por los derechos de las personas LGBT y por los derechos humanos, comerciante y política trans mexicana. Dirigente de la Comisión Operativa Estatal del Movimiento Ciudadano.

## Biografía

### Activismo y política
Se afilió al partido Movimiento Ciudadano (MC) en 2020. Participó como candidata a regidora en la elecciones de 2021, integrando dicho partido, iniciándose en el activismo, donde trabajó en la dirección del Comité Municipal de Jacona de Plancarte.
Desempeño también el cargo de Coordinadora del colectivo LGBT “Respeto e Igualdad de Género A.C.“.

### Asesinato
El 11 de enero de 2024, fue asesinada por arma de fuego en el interior de su puesto de venta de gorras, en la Avenida Juárez, colonia Libertad, en el municipio de Zamora de Hidalgo. Políticos del Movimiento Ciudadano y colectivos de la comunidad LGBT como la agrupación Vive Libre Jacona, condenaron el asesinato y exigió a las autoridades michoacanas que se investigue y esclarezca, a la brevedad de forma objetiva, apegada a los estándares nacionales e internacionales, calificándolo de transfeminicidio.